# Xã Ramsey, Quận Kossuth, Iowa
Xã Ramsey (tiếng Anh: Ramsey Township) là một xã thuộc quận Kossuth, tiểu bang Iowa, Hoa Kỳ. Năm 2010, dân số của xã này là 170 người.